# USA i olympiska vinterspelen 1936
USA deltog med 55 deltagare vid de olympiska vinterspelen 1936 i Garmisch-Partenkirchen. Totalt vann de en guldmedalj och tre bronsmedaljer.

## Medaljer

### Guld
- Ivan Brown och Alan Washbond - Bob, tvåmanna.

### Brons
- Gilbert Colgate och Richard Lawrence - Bob, tvåmanna.
- Leo Freisinger - Skridskor, 500 meter.
- John Garrison, August Kammer, Philip LaBatte, John Lax, Thomas Moone, Elbridge Ross, Paul Rowe, Francis Shaughnessy, Gordon Smith, Francis Spain och Frank Stubbs - Ishockey.